# 安提柯王朝
安提柯王朝，或譯安提哥那王朝，主要為馬其頓王國在希臘化時期的一個王朝，王室成員為亞歷山大大帝麾下大將兼繼業者安提柯的後代。

## 歷史

第二次馬其頓戰爭地圖

前323年亞歷山大大帝於巴比倫逝世後，因亞歷山大各將領角逐爭雄，使帝國迅速瓦解，爆發繼業者戰爭。同時，希腊各城邦也趁著這個機會脫離馬其顿的控制，使一些新的城邦聯盟先後建立。而在亞歷山大逝世後，馬其頓本土和希腊的統治權掌握在攝政安提帕特手中，當安提帕特在前319年死后，他的兒子卡山德於前310年密令格勞西亞斯毒殺了年僅14歲甫成年的亞歷山大四世，建立安提帕特王朝。同時在小亞細亞的安提柯一世幾乎掌握马其顿帝國的東部大部分，並在前306年的薩拉米斯海戰中戰勝了托勒密一世的軍隊。安提柯一世與其子德米特里一世開始使用國王巴西琉斯的稱號。
然而安提柯一世在前301年的伊普蘇斯戰役遭到其他繼業者聯合攻擊而戰死沙場，他的兒子德米特里一世逃回希臘，並在那裡重整旗鼓。之後，德米特里一世擊敗馬其頓安提帕特王朝的安提帕特一世，掌握馬其頓本土政權，然而其他希臘化統治者再度聯合起來，隨即失去馬其頓的統治。德米特里因而在敘利亞戰敗被塞琉古一世俘監禁而死，而德米特里其子安提柯二世率領剩下的兵力在希臘繼續作戰。前277年，安提柯二世在赫勒斯滂海峡打敗了自前285年就开始从多瑙河下游平原侵入希臘的凱爾特人，這為他爭奪馬其頓王位增添了砝碼。前276年安提柯二世真正獲得了對馬其頓的全部統治權，被視為安提柯馬其頓的真正創建者。
身為亞歷山大大帝之後的繼業者國家之一，安提柯王朝與塞琉古王朝、托勒密王朝是希臘化時代主要的王室。安提柯王朝統治馬其頓王國百餘年之久，直到最後一任正統國王珀尔修斯，他統治時間在前179年到前168年間，於第三次馬其頓戰爭的彼得那戰役被擊敗，無力抵抗羅馬軍團的征服，最終導致王朝覆亡。

## 歷任國王
安提柯王朝歷任統治者為：
| 巴西琉斯                            | 統治時間                        | 配偶                                                                       | 說明 |
| ----------------------------------- | ------------------------------- | -------------------------------------------------------------------------- | --- |
| 安提柯一世 （小亞細亞和黎凡特地區） | 前306年–前301年                 | 斯特拉托妮可                                                               | 亞歷山大大帝大將，之後成為繼業者爭奪亞歷山帝國遺產，是最強大的繼業者。「莫諾菲勒姆」（Monophthalmus）是他的綽號，為「獨眼」之意，這是他在戰場上留下的傷疤。 |
| 德米特里一世 （馬其頓、奇里乞亞）   | 前306年–前283年                 | 菲拉，安提帕特之女 歐律狄刻 黛達彌亞 拉納莎 托勒邁絲 不知名的伊利里亚女性? | 他是安提柯一世之子，亦是第一任入主馬其頓的安提柯王朝國王。德米特里一世的王后菲拉，她是安提帕特的女兒，除了安提柯三世以外，之後的安提柯王室都是她的後裔。他的妻子托勒邁絲是托勒密一世的女兒，另一位妻子黛達彌亞是伊庇魯斯國王埃阿喀得斯之女，她是皮洛士姊妹，與德米特里一世誕有一子亞歷山大。德米特里一世還有兩子，與歐律狄刻誕有一子科爾哈古斯（Corrhagus），與不知名的伊利里亚女性誕有一子德米特里「瘦子」。 |
| 安提柯二世 （馬其頓）               | 前283年–前239年                 | 菲拉，塞琉古一世之女                                                       | 德米特里一世和菲拉之子。他王后菲拉是自己的外甥女，是姊妹斯特拉托妮可與安條克一世的女兒。他與菲拉僅知道有一位兒子德米特里二世。 |
| 德米特里「美男子」 （昔蘭尼）       | 約前250年                       | 拉里薩的奧林匹亞絲 貝勒尼基二世                                            | 是德米特里一世和托勒密埃及公主托勒邁絲的兒子。他與第一任妻子奧林匹亞絲誕有安提柯三世和艾克格拉底。 |
| 德米特里二世 （馬其頓）             | 前239年–前229年                 | 斯特拉托妮可 佛提雅 科林斯的妮卡亞 克律塞伊絲                              | 他是安提柯二世和菲拉之子。他的第二王后佛提雅是伊庇魯斯國王亞歷山大二世和伊庇魯斯的奧林匹亞絲之女。第三王后妮卡亞原是表親科林斯的亞歷山大的遺孀，後來她曾當過德米特里二世的俘虜。德米特里二世可確定的兒子只有與第四王后克律塞伊絲所生的腓力五世，女兒阿帕瑪為與第一王后斯特拉托妮可所生。 |
| 安提柯三世 （馬其頓）               | 前229年–前221年                 | 克律塞伊絲                                                                 | 是德米特里「美男子」和拉里薩的奧林匹亞絲之子。安提柯三世迎娶德米特里二世遺孀克律塞伊絲，並收幼小的腓力五世為養子，登上馬其頓王位。 |
| 腓力五世 （馬其頓）                 | 前221年–前179年                 | 波麗克拉提亞                                                               | 德米特里二世與克律塞伊絲所生，腓力五世至少有4個孩子，分別為珀爾修斯、阿帕瑪, 德米特里和腓力。 |
| 珀爾修斯 （馬其頓）                 | 前179年–前168年 （死於前166年） | 勞迪絲五世                                                                 | 最後一位正統安提柯王朝馬其頓國王，王后勞迪絲五世是塞琉古四世的女兒，至少有一位兒子亞歷山大。 |
| 安德里斯庫斯 「偽」腓力 （馬其頓）  | 前149年–前148年 （死於前146年） |                                                                            | 可能是冒牌王室。安德里斯庫斯宣稱他是珀爾修斯之子，他在馬其頓發動叛亂並自立為馬其頓國王。 |

## 世系圖
|                             |                             |                             |                             |                             |                             |  |  |                                                                            |                                                                            |                                                                            |                                                                            |                                                                            |                                                                            |  |  | 腓力                                                   | 腓力                                                   | 腓力                                                   | 腓力                                                   | 腓力                                                   | 腓力                                                   |  |  | 不知名妻子                                                            | 不知名妻子                                                            | 不知名妻子                                                            | 不知名妻子                                                            | 不知名妻子                                                            | 不知名妻子                                                            |  |  | 佩拉的佩里安德                               | 佩拉的佩里安德                               | 佩拉的佩里安德                               | 佩拉的佩里安德                               | 佩拉的佩里安德                               | 佩拉的佩里安德                               |  |  |                                                |                                                |                                                |                                                |                                                |                                                |
|                             |                             |                             |                             |                             |                             |  |  |                                                                            |                                                                            |                                                                            |                                                                            |                                                                            |                                                                            |  |  | 腓力                                                   | 腓力                                                   | 腓力                                                   | 腓力                                                   | 腓力                                                   | 腓力                                                   |  |  | 不知名妻子                                                            | 不知名妻子                                                            | 不知名妻子                                                            | 不知名妻子                                                            | 不知名妻子                                                            | 不知名妻子                                                            |  |  | 佩拉的佩里安德                               | 佩拉的佩里安德                               | 佩拉的佩里安德                               | 佩拉的佩里安德                               | 佩拉的佩里安德                               | 佩拉的佩里安德                               |  |  |                                                |                                                |                                                |                                                |                                                |                                                |
|                             |                             |                             |                             |                             |                             |  |  |                                                                            |                                                                            |                                                                            |                                                                            |                                                                            |                                                                            |  |  |                                                        |                                                        |                                                        |                                                        |                                                        |                                                        |  |  |                                                                       |                                                                       |                                                                       |                                                                       |                                                                       |                                                                       |  |  |                                              |                                              |                                              |                                              |                                              |                                              |  |  |                                                |                                                |                                                |                                                |                                                |                                                |
|                             |                             |                             |                             |                             |                             |  |  |                                                                            |                                                                            |                                                                            |                                                                            |                                                                            |                                                                            |  |  |                                                        |                                                        |                                                        |                                                        |                                                        |                                                        |  |  |                                                                       |                                                                       |                                                                       |                                                                       |                                                                       |                                                                       |  |  |                                              |                                              |                                              |                                              |                                              |                                              |  |  |                                                |                                                |                                                |                                                |                                                |                                                |
| 德米特里                    | 德米特里                    | 德米特里                    | 德米特里                    | 德米特里                    | 德米特里                    |  |  | 斯特拉托妮可 科爾哈古斯之女                                                | 斯特拉托妮可 科爾哈古斯之女                                                | 斯特拉托妮可 科爾哈古斯之女                                                | 斯特拉托妮可 科爾哈古斯之女                                                | 斯特拉托妮可 科爾哈古斯之女                                                | 斯特拉托妮可 科爾哈古斯之女                                                |  |  | 安提柯一世 亞細亞國王 前306年-前301年                  | 安提柯一世 亞細亞國王 前306年-前301年                  | 安提柯一世 亞細亞國王 前306年-前301年                  | 安提柯一世 亞細亞國王 前306年-前301年                  | 安提柯一世 亞細亞國王 前306年-前301年                  | 安提柯一世 亞細亞國王 前306年-前301年                  |  |  | 托勒密 的父親                                                         | 托勒密 的父親                                                         | 托勒密 的父親                                                         | 托勒密 的父親                                                         | 托勒密 的父親                                                         | 托勒密 的父親                                                         |  |  | 佩拉的瑪耳緒阿斯                             | 佩拉的瑪耳緒阿斯                             | 佩拉的瑪耳緒阿斯                             | 佩拉的瑪耳緒阿斯                             | 佩拉的瑪耳緒阿斯                             | 佩拉的瑪耳緒阿斯                             |  |  |                                                |                                                |                                                |                                                |                                                |                                                |
| 德米特里                    | 德米特里                    | 德米特里                    | 德米特里                    | 德米特里                    | 德米特里                    |  |  | 斯特拉托妮可 科爾哈古斯之女                                                | 斯特拉托妮可 科爾哈古斯之女                                                | 斯特拉托妮可 科爾哈古斯之女                                                | 斯特拉托妮可 科爾哈古斯之女                                                | 斯特拉托妮可 科爾哈古斯之女                                                | 斯特拉托妮可 科爾哈古斯之女                                                |  |  | 安提柯一世 亞細亞國王 前306年-前301年                  | 安提柯一世 亞細亞國王 前306年-前301年                  | 安提柯一世 亞細亞國王 前306年-前301年                  | 安提柯一世 亞細亞國王 前306年-前301年                  | 安提柯一世 亞細亞國王 前306年-前301年                  | 安提柯一世 亞細亞國王 前306年-前301年                  |  |  | 托勒密 的父親                                                         | 托勒密 的父親                                                         | 托勒密 的父親                                                         | 托勒密 的父親                                                         | 托勒密 的父親                                                         | 托勒密 的父親                                                         |  |  | 佩拉的瑪耳緒阿斯                             | 佩拉的瑪耳緒阿斯                             | 佩拉的瑪耳緒阿斯                             | 佩拉的瑪耳緒阿斯                             | 佩拉的瑪耳緒阿斯                             | 佩拉的瑪耳緒阿斯                             |  |  |                                                |                                                |                                                |                                                |                                                |                                                |
|                             |                             |                             |                             |                             |                             |  |  |                                                                            |                                                                            |                                                                            |                                                                            |                                                                            |                                                                            |  |  |                                                        |                                                        |                                                        |                                                        |                                                        |                                                        |  |  |                                                                       |                                                                       |                                                                       |                                                                       |                                                                       |                                                                       |  |  |                                              |                                              |                                              |                                              |                                              |                                              |  |  |                                                |                                                |                                                |                                                |                                                |                                                |
|                             |                             |                             |                             |                             |                             |  |  |                                                                            |                                                                            |                                                                            |                                                                            |                                                                            |                                                                            |  |  |                                                        |                                                        |                                                        |                                                        |                                                        |                                                        |  |  |                                                                       |                                                                       |                                                                       |                                                                       |                                                                       |                                                                       |  |  |                                              |                                              |                                              |                                              |                                              |                                              |  |  |                                                |                                                |                                                |                                                |                                                |                                                |
|                             |                             |                             |                             |                             |                             |  |  | 1.菲拉 安提帕特之女 2.雅典的歐律狄刻 3.黛達彌亞 伊庇魯斯國王埃阿喀得斯之女 | 1.菲拉 安提帕特之女 2.雅典的歐律狄刻 3.黛達彌亞 伊庇魯斯國王埃阿喀得斯之女 | 1.菲拉 安提帕特之女 2.雅典的歐律狄刻 3.黛達彌亞 伊庇魯斯國王埃阿喀得斯之女 | 1.菲拉 安提帕特之女 2.雅典的歐律狄刻 3.黛達彌亞 伊庇魯斯國王埃阿喀得斯之女 | 1.菲拉 安提帕特之女 2.雅典的歐律狄刻 3.黛達彌亞 伊庇魯斯國王埃阿喀得斯之女 | 1.菲拉 安提帕特之女 2.雅典的歐律狄刻 3.黛達彌亞 伊庇魯斯國王埃阿喀得斯之女 |  |  | 德米特里一世 馬其頓國王 前294年-前288年                | 德米特里一世 馬其頓國王 前294年-前288年                | 德米特里一世 馬其頓國王 前294年-前288年                | 德米特里一世 馬其頓國王 前294年-前288年                | 德米特里一世 馬其頓國王 前294年-前288年                | 德米特里一世 馬其頓國王 前294年-前288年                |  |  | 4.拉納莎 敘拉古國王阿加托克利斯之女 5.托勒邁絲 埃及國王托勒密一世之女 | 4.拉納莎 敘拉古國王阿加托克利斯之女 5.托勒邁絲 埃及國王托勒密一世之女 | 4.拉納莎 敘拉古國王阿加托克利斯之女 5.托勒邁絲 埃及國王托勒密一世之女 | 4.拉納莎 敘拉古國王阿加托克利斯之女 5.托勒邁絲 埃及國王托勒密一世之女 | 4.拉納莎 敘拉古國王阿加托克利斯之女 5.托勒邁絲 埃及國王托勒密一世之女 | 4.拉納莎 敘拉古國王阿加托克利斯之女 5.托勒邁絲 埃及國王托勒密一世之女 |  |  | 腓力 王子                                    | 腓力 王子                                    | 腓力 王子                                    | 腓力 王子                                    | 腓力 王子                                    | 腓力 王子                                    |  |  |                                                |                                                |                                                |                                                |                                                |                                                |
|                             |                             |                             |                             |                             |                             |  |  | 1.菲拉 安提帕特之女 2.雅典的歐律狄刻 3.黛達彌亞 伊庇魯斯國王埃阿喀得斯之女 | 1.菲拉 安提帕特之女 2.雅典的歐律狄刻 3.黛達彌亞 伊庇魯斯國王埃阿喀得斯之女 | 1.菲拉 安提帕特之女 2.雅典的歐律狄刻 3.黛達彌亞 伊庇魯斯國王埃阿喀得斯之女 | 1.菲拉 安提帕特之女 2.雅典的歐律狄刻 3.黛達彌亞 伊庇魯斯國王埃阿喀得斯之女 | 1.菲拉 安提帕特之女 2.雅典的歐律狄刻 3.黛達彌亞 伊庇魯斯國王埃阿喀得斯之女 | 1.菲拉 安提帕特之女 2.雅典的歐律狄刻 3.黛達彌亞 伊庇魯斯國王埃阿喀得斯之女 |  |  | 德米特里一世 馬其頓國王 前294年-前288年                | 德米特里一世 馬其頓國王 前294年-前288年                | 德米特里一世 馬其頓國王 前294年-前288年                | 德米特里一世 馬其頓國王 前294年-前288年                | 德米特里一世 馬其頓國王 前294年-前288年                | 德米特里一世 馬其頓國王 前294年-前288年                |  |  | 4.拉納莎 敘拉古國王阿加托克利斯之女 5.托勒邁絲 埃及國王托勒密一世之女 | 4.拉納莎 敘拉古國王阿加托克利斯之女 5.托勒邁絲 埃及國王托勒密一世之女 | 4.拉納莎 敘拉古國王阿加托克利斯之女 5.托勒邁絲 埃及國王托勒密一世之女 | 4.拉納莎 敘拉古國王阿加托克利斯之女 5.托勒邁絲 埃及國王托勒密一世之女 | 4.拉納莎 敘拉古國王阿加托克利斯之女 5.托勒邁絲 埃及國王托勒密一世之女 | 4.拉納莎 敘拉古國王阿加托克利斯之女 5.托勒邁絲 埃及國王托勒密一世之女 |  |  | 腓力 王子                                    | 腓力 王子                                    | 腓力 王子                                    | 腓力 王子                                    | 腓力 王子                                    | 腓力 王子                                    |  |  |                                                |                                                |                                                |                                                |                                                |                                                |
|                             |                             |                             |                             |                             |                             |  |  |                                                                            |                                                                            |                                                                            |                                                                            |                                                                            |                                                                            |  |  |                                                        |                                                        |                                                        |                                                        |                                                        |                                                        |  |  |                                                                       |                                                                       |                                                                       |                                                                       |                                                                       |                                                                       |  |  |                                              |                                              |                                              |                                              |                                              |                                              |  |  |                                                |                                                |                                                |                                                |                                                |                                                |
|                             |                             |                             |                             |                             |                             |  |  |                                                                            |                                                                            |                                                                            |                                                                            |                                                                            |                                                                            |  |  |                                                        |                                                        |                                                        |                                                        |                                                        |                                                        |  |  |                                                                       |                                                                       |                                                                       |                                                                       |                                                                       |                                                                       |  |  |                                              |                                              |                                              |                                              |                                              |                                              |  |  |                                                |                                                |                                                |                                                |                                                |                                                |
|                             |                             |                             |                             |                             |                             |  |  | 敘利亞的斯特拉托妮可 ∞ 1.塞琉古一世 ∞ 2.安條克一世                         | 敘利亞的斯特拉托妮可 ∞ 1.塞琉古一世 ∞ 2.安條克一世                         | 敘利亞的斯特拉托妮可 ∞ 1.塞琉古一世 ∞ 2.安條克一世                         | 敘利亞的斯特拉托妮可 ∞ 1.塞琉古一世 ∞ 2.安條克一世                         | 敘利亞的斯特拉托妮可 ∞ 1.塞琉古一世 ∞ 2.安條克一世                         | 敘利亞的斯特拉托妮可 ∞ 1.塞琉古一世 ∞ 2.安條克一世                         |  |  | 安提柯二世 馬其頓國王 前277年-前274年, 前272年-前239年 | 安提柯二世 馬其頓國王 前277年-前274年, 前272年-前239年 | 安提柯二世 馬其頓國王 前277年-前274年, 前272年-前239年 | 安提柯二世 馬其頓國王 前277年-前274年, 前272年-前239年 | 安提柯二世 馬其頓國王 前277年-前274年, 前272年-前239年 | 安提柯二世 馬其頓國王 前277年-前274年, 前272年-前239年 |  |  | 菲拉 塞琉古一世之女                                                   | 菲拉 塞琉古一世之女                                                   | 菲拉 塞琉古一世之女                                                   | 菲拉 塞琉古一世之女                                                   | 菲拉 塞琉古一世之女                                                   | 菲拉 塞琉古一世之女                                                   |  |  | 德米特里 (美男子) 昔蘭尼國王 前250年-前249年 | 德米特里 (美男子) 昔蘭尼國王 前250年-前249年 | 德米特里 (美男子) 昔蘭尼國王 前250年-前249年 | 德米特里 (美男子) 昔蘭尼國王 前250年-前249年 | 德米特里 (美男子) 昔蘭尼國王 前250年-前249年 | 德米特里 (美男子) 昔蘭尼國王 前250年-前249年 |  |  | 1.拉里薩的奧林匹亞絲 2.貝勒尼基二世 昔蘭尼女王 | 1.拉里薩的奧林匹亞絲 2.貝勒尼基二世 昔蘭尼女王 | 1.拉里薩的奧林匹亞絲 2.貝勒尼基二世 昔蘭尼女王 | 1.拉里薩的奧林匹亞絲 2.貝勒尼基二世 昔蘭尼女王 | 1.拉里薩的奧林匹亞絲 2.貝勒尼基二世 昔蘭尼女王 | 1.拉里薩的奧林匹亞絲 2.貝勒尼基二世 昔蘭尼女王 |
|                             |                             |                             |                             |                             |                             |  |  | 敘利亞的斯特拉托妮可 ∞ 1.塞琉古一世 ∞ 2.安條克一世                         | 敘利亞的斯特拉托妮可 ∞ 1.塞琉古一世 ∞ 2.安條克一世                         | 敘利亞的斯特拉托妮可 ∞ 1.塞琉古一世 ∞ 2.安條克一世                         | 敘利亞的斯特拉托妮可 ∞ 1.塞琉古一世 ∞ 2.安條克一世                         | 敘利亞的斯特拉托妮可 ∞ 1.塞琉古一世 ∞ 2.安條克一世                         | 敘利亞的斯特拉托妮可 ∞ 1.塞琉古一世 ∞ 2.安條克一世                         |  |  | 安提柯二世 馬其頓國王 前277年-前274年, 前272年-前239年 | 安提柯二世 馬其頓國王 前277年-前274年, 前272年-前239年 | 安提柯二世 馬其頓國王 前277年-前274年, 前272年-前239年 | 安提柯二世 馬其頓國王 前277年-前274年, 前272年-前239年 | 安提柯二世 馬其頓國王 前277年-前274年, 前272年-前239年 | 安提柯二世 馬其頓國王 前277年-前274年, 前272年-前239年 |  |  | 菲拉 塞琉古一世之女                                                   | 菲拉 塞琉古一世之女                                                   | 菲拉 塞琉古一世之女                                                   | 菲拉 塞琉古一世之女                                                   | 菲拉 塞琉古一世之女                                                   | 菲拉 塞琉古一世之女                                                   |  |  | 德米特里 (美男子) 昔蘭尼國王 前250年-前249年 | 德米特里 (美男子) 昔蘭尼國王 前250年-前249年 | 德米特里 (美男子) 昔蘭尼國王 前250年-前249年 | 德米特里 (美男子) 昔蘭尼國王 前250年-前249年 | 德米特里 (美男子) 昔蘭尼國王 前250年-前249年 | 德米特里 (美男子) 昔蘭尼國王 前250年-前249年 |  |  | 1.拉里薩的奧林匹亞絲 2.貝勒尼基二世 昔蘭尼女王 | 1.拉里薩的奧林匹亞絲 2.貝勒尼基二世 昔蘭尼女王 | 1.拉里薩的奧林匹亞絲 2.貝勒尼基二世 昔蘭尼女王 | 1.拉里薩的奧林匹亞絲 2.貝勒尼基二世 昔蘭尼女王 | 1.拉里薩的奧林匹亞絲 2.貝勒尼基二世 昔蘭尼女王 | 1.拉里薩的奧林匹亞絲 2.貝勒尼基二世 昔蘭尼女王 |
|                             |                             |                             |                             |                             |                             |  |  |                                                                            |                                                                            |                                                                            |                                                                            |                                                                            |                                                                            |  |  |                                                        |                                                        |                                                        |                                                        |                                                        |                                                        |  |  |                                                                       |                                                                       |                                                                       |                                                                       |                                                                       |                                                                       |  |  |                                              |                                              |                                              |                                              |                                              |                                              |  |  |                                                |                                                |                                                |                                                |                                                |                                                |
|                             |                             |                             |                             |                             |                             |  |  |                                                                            |                                                                            |                                                                            |                                                                            |                                                                            |                                                                            |  |  |                                                        |                                                        |                                                        |                                                        |                                                        |                                                        |  |  |                                                                       |                                                                       |                                                                       |                                                                       |                                                                       |                                                                       |  |  |                                              |                                              |                                              |                                              |                                              |                                              |  |  |                                                |                                                |                                                |                                                |                                                |                                                |
|                             |                             |                             |                             |                             |                             |  |  | 1.斯特拉托妮可                                                             | 1.斯特拉托妮可                                                             | 1.斯特拉托妮可                                                             | 1.斯特拉托妮可                                                             | 1.斯特拉托妮可                                                             | 1.斯特拉托妮可                                                             |  |  | 德米特里二世 馬其頓國王 前239年-前229年                | 德米特里二世 馬其頓國王 前239年-前229年                | 德米特里二世 馬其頓國王 前239年-前229年                | 德米特里二世 馬其頓國王 前239年-前229年                | 德米特里二世 馬其頓國王 前239年-前229年                | 德米特里二世 馬其頓國王 前239年-前229年                |  |  | 2.科林斯的妮卡亞 3.佛提雅 伊庇魯斯國王 亞歷山大二世之女 4.克律塞伊絲  | 2.科林斯的妮卡亞 3.佛提雅 伊庇魯斯國王 亞歷山大二世之女 4.克律塞伊絲  | 2.科林斯的妮卡亞 3.佛提雅 伊庇魯斯國王 亞歷山大二世之女 4.克律塞伊絲  | 2.科林斯的妮卡亞 3.佛提雅 伊庇魯斯國王 亞歷山大二世之女 4.克律塞伊絲  | 2.科林斯的妮卡亞 3.佛提雅 伊庇魯斯國王 亞歷山大二世之女 4.克律塞伊絲  | 2.科林斯的妮卡亞 3.佛提雅 伊庇魯斯國王 亞歷山大二世之女 4.克律塞伊絲  |  |  | 安提柯三世 馬其頓國王 前229年-前221年        | 安提柯三世 馬其頓國王 前229年-前221年        | 安提柯三世 馬其頓國王 前229年-前221年        | 安提柯三世 馬其頓國王 前229年-前221年        | 安提柯三世 馬其頓國王 前229年-前221年        | 安提柯三世 馬其頓國王 前229年-前221年        |  |  | 艾克格拉底                                     | 艾克格拉底                                     | 艾克格拉底                                     | 艾克格拉底                                     | 艾克格拉底                                     | 艾克格拉底                                     |
|                             |                             |                             |                             |                             |                             |  |  | 1.斯特拉托妮可                                                             | 1.斯特拉托妮可                                                             | 1.斯特拉托妮可                                                             | 1.斯特拉托妮可                                                             | 1.斯特拉托妮可                                                             | 1.斯特拉托妮可                                                             |  |  | 德米特里二世 馬其頓國王 前239年-前229年                | 德米特里二世 馬其頓國王 前239年-前229年                | 德米特里二世 馬其頓國王 前239年-前229年                | 德米特里二世 馬其頓國王 前239年-前229年                | 德米特里二世 馬其頓國王 前239年-前229年                | 德米特里二世 馬其頓國王 前239年-前229年                |  |  | 2.科林斯的妮卡亞 3.佛提雅 伊庇魯斯國王 亞歷山大二世之女 4.克律塞伊絲  | 2.科林斯的妮卡亞 3.佛提雅 伊庇魯斯國王 亞歷山大二世之女 4.克律塞伊絲  | 2.科林斯的妮卡亞 3.佛提雅 伊庇魯斯國王 亞歷山大二世之女 4.克律塞伊絲  | 2.科林斯的妮卡亞 3.佛提雅 伊庇魯斯國王 亞歷山大二世之女 4.克律塞伊絲  | 2.科林斯的妮卡亞 3.佛提雅 伊庇魯斯國王 亞歷山大二世之女 4.克律塞伊絲  | 2.科林斯的妮卡亞 3.佛提雅 伊庇魯斯國王 亞歷山大二世之女 4.克律塞伊絲  |  |  | 安提柯三世 馬其頓國王 前229年-前221年        | 安提柯三世 馬其頓國王 前229年-前221年        | 安提柯三世 馬其頓國王 前229年-前221年        | 安提柯三世 馬其頓國王 前229年-前221年        | 安提柯三世 馬其頓國王 前229年-前221年        | 安提柯三世 馬其頓國王 前229年-前221年        |  |  | 艾克格拉底                                     | 艾克格拉底                                     | 艾克格拉底                                     | 艾克格拉底                                     | 艾克格拉底                                     | 艾克格拉底                                     |
|                             |                             |                             |                             |                             |                             |  |  |                                                                            |                                                                            |                                                                            |                                                                            |                                                                            |                                                                            |  |  |                                                        |                                                        |                                                        |                                                        |                                                        |                                                        |  |  |                                                                       |                                                                       |                                                                       |                                                                       |                                                                       |                                                                       |  |  |                                              |                                              |                                              |                                              |                                              |                                              |  |  |                                                |                                                |                                                |                                                |                                                |                                                |
|                             |                             |                             |                             |                             |                             |  |  |                                                                            |                                                                            |                                                                            |                                                                            |                                                                            |                                                                            |  |  |                                                        |                                                        |                                                        |                                                        |                                                        |                                                        |  |  |                                                                       |                                                                       |                                                                       |                                                                       |                                                                       |                                                                       |  |  |                                              |                                              |                                              |                                              |                                              |                                              |  |  |                                                |                                                |                                                |                                                |                                                |                                                |
| 普魯西阿斯一世 比提尼亞國王 | 普魯西阿斯一世 比提尼亞國王 | 普魯西阿斯一世 比提尼亞國王 | 普魯西阿斯一世 比提尼亞國王 | 普魯西阿斯一世 比提尼亞國王 | 普魯西阿斯一世 比提尼亞國王 |  |  | 阿帕瑪                                                                     | 阿帕瑪                                                                     | 阿帕瑪                                                                     | 阿帕瑪                                                                     | 阿帕瑪                                                                     | 阿帕瑪                                                                     |  |  | 腓力五世 馬其頓國王 前221年-前179年                    | 腓力五世 馬其頓國王 前221年-前179年                    | 腓力五世 馬其頓國王 前221年-前179年                    | 腓力五世 馬其頓國王 前221年-前179年                    | 腓力五世 馬其頓國王 前221年-前179年                    | 腓力五世 馬其頓國王 前221年-前179年                    |  |  | 波麗克拉提亞                                                          | 波麗克拉提亞                                                          | 波麗克拉提亞                                                          | 波麗克拉提亞                                                          | 波麗克拉提亞                                                          | 波麗克拉提亞                                                          |  |  |                                              |                                              |                                              |                                              |                                              |                                              |  |  | 安提柯                                         | 安提柯                                         | 安提柯                                         | 安提柯                                         | 安提柯                                         | 安提柯                                         |
| 普魯西阿斯一世 比提尼亞國王 | 普魯西阿斯一世 比提尼亞國王 | 普魯西阿斯一世 比提尼亞國王 | 普魯西阿斯一世 比提尼亞國王 | 普魯西阿斯一世 比提尼亞國王 | 普魯西阿斯一世 比提尼亞國王 |  |  | 阿帕瑪                                                                     | 阿帕瑪                                                                     | 阿帕瑪                                                                     | 阿帕瑪                                                                     | 阿帕瑪                                                                     | 阿帕瑪                                                                     |  |  | 腓力五世 馬其頓國王 前221年-前179年                    | 腓力五世 馬其頓國王 前221年-前179年                    | 腓力五世 馬其頓國王 前221年-前179年                    | 腓力五世 馬其頓國王 前221年-前179年                    | 腓力五世 馬其頓國王 前221年-前179年                    | 腓力五世 馬其頓國王 前221年-前179年                    |  |  | 波麗克拉提亞                                                          | 波麗克拉提亞                                                          | 波麗克拉提亞                                                          | 波麗克拉提亞                                                          | 波麗克拉提亞                                                          | 波麗克拉提亞                                                          |  |  |                                              |                                              |                                              |                                              |                                              |                                              |  |  | 安提柯                                         | 安提柯                                         | 安提柯                                         | 安提柯                                         | 安提柯                                         | 安提柯                                         |
|                             |                             |                             |                             |                             |                             |  |  |                                                                            |                                                                            |                                                                            |                                                                            |                                                                            |                                                                            |  |  |                                                        |                                                        |                                                        |                                                        |                                                        |                                                        |  |  |                                                                       |                                                                       |                                                                       |                                                                       |                                                                       |                                                                       |  |  |                                              |                                              |                                              |                                              |                                              |                                              |  |  |                                                |                                                |                                                |                                                |                                                |                                                |
|                             |                             |                             |                             |                             |                             |  |  |                                                                            |                                                                            |                                                                            |                                                                            |                                                                            |                                                                            |  |  |                                                        |                                                        |                                                        |                                                        |                                                        |                                                        |  |  |                                                                       |                                                                       |                                                                       |                                                                       |                                                                       |                                                                       |  |  |                                              |                                              |                                              |                                              |                                              |                                              |  |  |                                                |                                                |                                                |                                                |                                                |                                                |
| 普魯西阿斯二世 比提尼亞國王 | 普魯西阿斯二世 比提尼亞國王 | 普魯西阿斯二世 比提尼亞國王 | 普魯西阿斯二世 比提尼亞國王 | 普魯西阿斯二世 比提尼亞國王 | 普魯西阿斯二世 比提尼亞國王 |  |  | 阿帕瑪                                                                     | 阿帕瑪                                                                     | 阿帕瑪                                                                     | 阿帕瑪                                                                     | 阿帕瑪                                                                     | 阿帕瑪                                                                     |  |  | 珀爾修斯 馬其頓國王 前179年-前168年                    | 珀爾修斯 馬其頓國王 前179年-前168年                    | 珀爾修斯 馬其頓國王 前179年-前168年                    | 珀爾修斯 馬其頓國王 前179年-前168年                    | 珀爾修斯 馬其頓國王 前179年-前168年                    | 珀爾修斯 馬其頓國王 前179年-前168年                    |  |  | 勞迪絲五世 塞琉古四世之女                                             | 勞迪絲五世 塞琉古四世之女                                             | 勞迪絲五世 塞琉古四世之女                                             | 勞迪絲五世 塞琉古四世之女                                             | 勞迪絲五世 塞琉古四世之女                                             | 勞迪絲五世 塞琉古四世之女                                             |  |  | 德米特里 王子                                | 德米特里 王子                                | 德米特里 王子                                | 德米特里 王子                                | 德米特里 王子                                | 德米特里 王子                                |  |  | 「真」腓力 王子                                | 「真」腓力 王子                                | 「真」腓力 王子                                | 「真」腓力 王子                                | 「真」腓力 王子                                | 「真」腓力 王子                                |
| 普魯西阿斯二世 比提尼亞國王 | 普魯西阿斯二世 比提尼亞國王 | 普魯西阿斯二世 比提尼亞國王 | 普魯西阿斯二世 比提尼亞國王 | 普魯西阿斯二世 比提尼亞國王 | 普魯西阿斯二世 比提尼亞國王 |  |  | 阿帕瑪                                                                     | 阿帕瑪                                                                     | 阿帕瑪                                                                     | 阿帕瑪                                                                     | 阿帕瑪                                                                     | 阿帕瑪                                                                     |  |  | 珀爾修斯 馬其頓國王 前179年-前168年                    | 珀爾修斯 馬其頓國王 前179年-前168年                    | 珀爾修斯 馬其頓國王 前179年-前168年                    | 珀爾修斯 馬其頓國王 前179年-前168年                    | 珀爾修斯 馬其頓國王 前179年-前168年                    | 珀爾修斯 馬其頓國王 前179年-前168年                    |  |  | 勞迪絲五世 塞琉古四世之女                                             | 勞迪絲五世 塞琉古四世之女                                             | 勞迪絲五世 塞琉古四世之女                                             | 勞迪絲五世 塞琉古四世之女                                             | 勞迪絲五世 塞琉古四世之女                                             | 勞迪絲五世 塞琉古四世之女                                             |  |  | 德米特里 王子                                | 德米特里 王子                                | 德米特里 王子                                | 德米特里 王子                                | 德米特里 王子                                | 德米特里 王子                                |  |  | 「真」腓力 王子                                | 「真」腓力 王子                                | 「真」腓力 王子                                | 「真」腓力 王子                                | 「真」腓力 王子                                | 「真」腓力 王子                                |
|                             |                             |                             |                             |                             |                             |  |  |                                                                            |                                                                            |                                                                            |                                                                            |                                                                            |                                                                            |  |  |                                                        |                                                        |                                                        |                                                        |                                                        |                                                        |  |  |                                                                       |                                                                       |                                                                       |                                                                       |                                                                       |                                                                       |  |  |                                              |                                              |                                              |                                              |                                              |                                              |  |  |                                                |                                                |                                                |                                                |                                                |                                                |
|                             |                             |                             |                             |                             |                             |  |  |                                                                            |                                                                            |                                                                            |                                                                            |                                                                            |                                                                            |  |  |                                                        |                                                        |                                                        |                                                        |                                                        |                                                        |  |  |                                                                       |                                                                       |                                                                       |                                                                       |                                                                       |                                                                       |  |  |                                              |                                              |                                              |                                              |                                              |                                              |  |  |                                                |                                                |                                                |                                                |                                                |                                                |
|                             |                             |                             |                             |                             |                             |  |  |                                                                            |                                                                            |                                                                            |                                                                            |                                                                            |                                                                            |  |  | 亞歷山大 王子                                          | 亞歷山大 王子                                          | 亞歷山大 王子                                          | 亞歷山大 王子                                          | 亞歷山大 王子                                          | 亞歷山大 王子                                          |  |  | 「偽」腓力 馬其頓國王 宣稱為安提柯王室 前149年-前148年                | 「偽」腓力 馬其頓國王 宣稱為安提柯王室 前149年-前148年                | 「偽」腓力 馬其頓國王 宣稱為安提柯王室 前149年-前148年                | 「偽」腓力 馬其頓國王 宣稱為安提柯王室 前149年-前148年                | 「偽」腓力 馬其頓國王 宣稱為安提柯王室 前149年-前148年                | 「偽」腓力 馬其頓國王 宣稱為安提柯王室 前149年-前148年                |  |  |                                              |                                              |                                              |                                              |                                              |                                              |  |  |                                                |                                                |                                                |                                                |                                                |                                                |